# Élections cantonales valaisannes de 2017
 (octobre 2021).
Si vous disposez d'ouvrages ou d'articles de référence ou si vous connaissez des sites web de qualité traitant du thème abordé ici, merci de compléter l'article en donnant les références utiles à sa vérifiabilité et en les liant à la section « Notes et références ».
Les élections cantonales valaisannes se sont déroulées les 3 mars et 19 mars 2017 afin de renouveler le Grand Conseil et le Conseil d'État du canton du Valais.
La participation au scrutin a atteint le pourcentage de 57,53 %. Le Parti démocrate-chrétien poursuit son recul par rapport aux élections précédente, mais conserve une majorité relative au Grand-Conseil, ainsi que la majorité absolue au Conseil d'État. Le PLR, malgré la perte de deux sièges au Grand Conseil parvient à faire élire son candidat au Conseil d'État au détriment de l'UDC qui progresse cependant au parlement cantonal. Les Verts affichent une nette progression et parviennent à former un groupe parlementaire pour la première fois de leur histoire.

## Grand-Conseil
Le parlement du canton du Valais, appelé Grand Conseil, est doté d'une seul chambre, renouvelée intégralement tous les quatre ans au scrutin direct.
Le Grand Conseil est composé de 130 sièges pourvus dans des circonscriptions correspondantes aux 14 districts du Canton. Aux 130 députés qui siègent, il faut ajouter 130 députés-suppléants, élus sur des listes séparées et dont la tâche est de remplacer les députés lorsque ceux-ci ne peuvent assister aux séances du Grand-Conseil, ou des commissions, à l'exception notable des trois commissions dites de « Haute surveillance », Commission de gestion, Commission des finances et Commission de justice.

### Mode d'élection
Les 130 sièges sont pourvus au scrutin proportionnel. Chaque district forme une circonscription électorale. Le scrutin pour les députés et pour les députés-suppléants se déroule de la même manière.
Pour la première fois, une double proportionnelle est introduite afin de répondre à un arrêt du Tribunal fédéral estimant que le mode d'élection appliqué auparavant était anticonstitutionnel. Dès lors des arrondissements sont créés, par regroupement de district et ceux-ci deviennent des sous-arrondissements.
Les listes sont dites ouvertes et les électeurs ont ainsi la possibilité de les modifier en rayant ou ajoutant des noms, d'effectuer un panachage à partir de candidats de listes différentes ou même de composer eux-mêmes leurs listes sur un bulletin vierge. Après décompte des résultats, les sièges sont répartis selon la méthode du quotient d'Hagenbach-Bischoff puis celle de la plus forte moyenne. Pour entrer dans la répartition des sièges, une liste doit dépasser le seuil électoral fixé à 8%. Les apparentements de liste ne sont pas autorisés par la loi.
Le dépôt des listes a lieu jusqu'au 30 janvier, les numéros de listes sont tirés au sort (ils peuvent être différents d'un arrondissement à un autre pour un même parti).

### Répartition

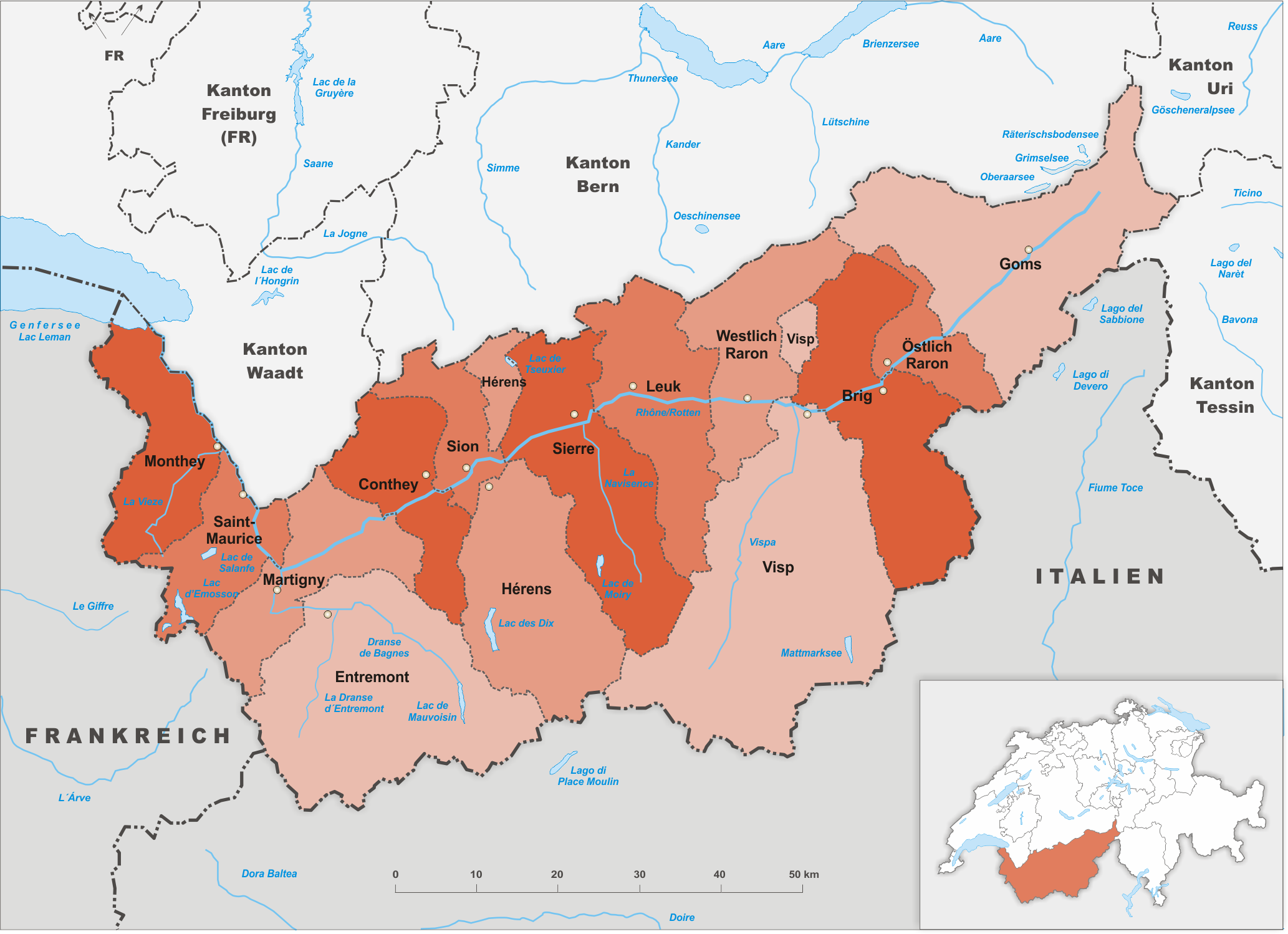
Le canton du Valais et ses districts.

Les sièges sont répartis par rapport à la population vivant dans les différents districts :
| Arrondissement                      | Sous-arrondissement | Sièges par sous-arrondissement |
| Conches- Rarogne-oriental - Brigue  | Conches             | 2                              |
| Conches- Rarogne-oriental - Brigue  | Rarogne oriental    | 1                              |
| Conches- Rarogne-oriental - Brigue  | Brigue              | 11                             |
| Viège - Rarogne-occidental - Loèche | Viège               | 11                             |
| Viège - Rarogne-occidental - Loèche | Rarogne occidental  | 4                              |
| Viège - Rarogne-occidental - Loèche | Loèche              | 5                              |
| Sierre                              | Sierre              | 17                             |
| Sion - Hérens - Conthey             | Sion                | 18                             |
| Sion - Hérens - Conthey             | Hérens              | 5                              |
| Sion - Hérens - Conthey             | Conthey             | 11                             |
| Martigny - Entremont                | Martigny            | 17                             |
| Martigny - Entremont                | Entremont           | 6                              |
| St-Maurice - Monthey                | St-Maurice          | 5                              |
| St-Maurice - Monthey                | Monthey             | 17                             |
| Total                               |                     | 130                            |

### Résultats

#### Sièges par partis
| Parti | Parti                                       | Sigle | Groupe                                      | Tendance politique                           | Sièges  |
| ----- | ------------------------------------------- | ----- | ------------------------------------------- | -------------------------------------------- | ------- |
|       | Parti démocrate-chrétien                    | PDC   | - PDCB (15) - PDCC (17) - CVPO 13 - CSPO 10 | démocrate chrétien/centre droit/conservateur | 55 (-6) |
|       | Parti libéral-radical                       | PLR   | LR                                          | libéral/radical                              | 26 (-2) |
|       | Union démocratique du centre                | UDC   | - UDCVR (16) - SVPO (7)                     | conservateur/libéral/souverainiste           | 23 (+2) |
|       | Parti socialiste - dont 9 PSVR - dont 4 SPO | PSS   | AdG                                         | social-démocrate                             | 13 (-1) |
|       | Parti écologiste                            | PES   | Vert                                        | écologiste                                   | 8 (-4)  |
|       | Centre gauche - PCS                         | PCS   | AdG                                         | christianisme social/centre gauche           | 4 (+1)  |
|       | Entremont Autrement                         | EA    | AdG                                         | centre gauche                                | 1 (=)   |

#### Part des suffrages par liste dans les districts
| District           | PDC     | CSPO | PLR  | UDC  | PS/GC | Verts | RCV  |  |
| ------------------ | ------- | ---- | ---- | ---- | ----- | ----- | ---- |  |
| District           | Conches | 33,8 | 35,6 |      | 20,2  | 10,4  | 10,4 |  |
| Rarogne-oriental   | 39,4    | 36,3 |      | 10,1 | 14,1  | 14,1  |      |  |
| Brigue             | 36,0    | 21,2 |      | 27,6 | 15,2  | 15,2  |      |  |
| Viège              | 35,2    | 32,0 | 7,2  | 17,3 | 8,3   | 8,3   |      |  |
| Rarogne-occidental | 48,0    | 33,9 |      | 11,3 | 6,7   | 6,7   |      |  |
| Loèche             | 35,3    | 32,7 | 2,6  | 15,1 | 14,3  | 14,3  |      |  |
| Sierre             | 32,2    |      | 27,3 | 15,7 | 15,2  | 9,6   |      |  |
| Hérens             | 37,0    |      | 19,3 | 19,3 | 12,7  | 11,8  |      |  |
| Sion               | 29,7    |      | 20,8 | 15,3 | 14,5  | 15,0  | 4,6  |  |
| Conthey            | 34,5    |      | 30,4 | 13,8 | 8,6   | 9,3   | 3,4  |  |
| Martigny           | 28,2    |      | 34,5 | 14,4 | 15,3  | 5,7   | 1,9  |  |
| Entremont          | 49,4    |      | 24,3 | 8,7  | 17,6  |       |      |  |
| St-Maurice         | 36,6    |      | 26,1 | 10,6 | 15,3  | 11,3  |      |  |
| Monthey            | 26,7    |      | 26,9 | 20,9 | 14,6  | 8,1   | 2,8  |  |
| Valais             | 33,5    | 8,2  | 20,2 | 16,4 | 13,5  | 6,7   | 1,5  |  |

#### Répartition des sièges par district
| Canton             | Total | PDCVR | PDCVR | CVPO | CVPO | CSPO | CSPO | PLR | PLR | UDCVR | UDCVR | SVPO | SVPO | PSVR | PSVR | SPO | SPO | Verts | Verts | PCS | PCS | EA | EA |
| ------------------ | ----- | ----- | ----- | ---- | ---- | ---- | ---- | --- | --- | ----- | ----- | ---- | ---- | ---- | ---- | --- | --- | ----- | ----- | --- | --- | -- | -- |
| Conches            | 2     |       |       | 1    |      | 1    |      |     |     |       |       |      |      |      |      |     |     |       |       |     |     |    |    |
| Rarogne-oriental   | 1     |       |       | 1    |      | 0    | −1   |     |     |       |       |      |      |      |      |     |     |       |       |     |     |    |    |
| Brigue             | 11    |       |       | 3    | −1   | 2    |      |     |     |       |       | 4    |      |      |      | 2   |     |       |       |     |     |    |    |
| Viège              | 11    |       |       | 4    | −1   | 4    |      |     |     |       |       | 2    |      |      |      | 1   |     |       |       |     |     |    |    |
| Rarogne-occidental | 4     |       |       | 2    |      | 2    |      |     |     |       |       |      |      |      |      |     |     |       |       |     |     |    |    |
| Loèche             | 5     |       |       | 2    | −1   | 1    | −1   |     |     |       |       | 1    | +1   |      |      | 1   |     |       |       |     |     |    |    |
| Sierre             | 17    | 5     | −1    |      |      |      |      | 4   | −1  | 3     |       |      |      | 2    | −1   |     |     | 2     | +2    | 1   | +1  |    |    |
| Hérens             | 5     | 2     |       |      |      |      |      | 1   |     | 1     |       |      |      | 1    |      |     |     |       |       |     |     |    |    |
| Sion               | 18    | 6     |       |      |      |      |      | 4   |     | 3     |       |      |      | 1    |      |     |     | 3     | +1    | 1   |     |    |    |
| Conthey            | 11    | 4     |       |      |      |      |      | 3   | −1  | 2     | +1    |      |      | 1    |      |     |     | 1     | +1    |     |     |    |    |
| Martigny           | 17    | 5     | +1    |      |      |      |      | 6   |     | 3     |       |      |      | 2    |      |     |     |       |       | 1   |     |    |    |
| Entremont          | 6     | 3     | -1    |      |      |      |      | 2   | +1  |       |       |      |      |      |      |     |     |       |       |     |     | 1  |    |
| St-Maurice         | 5     | 2     |       |      |      |      |      | 1   | -1  |       |       |      |      |      |      |     |     | 1     | +1    | 1   |     |    |    |
| Monthey            | 17    | 5     |       |      |      |      |      | 5   |     | 4     |       |      |      | 2    |      |     |     | 1     | +1    |     |     |    |    |
| Valais             | 130   | 32    | -1    | 13   | -3   | 10   | -2   | 26  | -2  | 16    | +1    | 7    | +1   | 9    | -1   | 4   | ±0  | 8     | +6    | 4   | +1  | 1  | ±0 |

## Conseil d'État
Le gouvernement du Canton du Valais, appelé Conseil d'État, est composé de cinq membres, renouvelés intégralement tous les quatre ans au scrutin direct.

### Mode d'élection
Les 5 sièges sont pourvus au scrutin majoritaire. Le Canton forme une circonscription électorale unique.
La constitution garanti un conseiller d'État par région constitutionnelle (Haut-Valais / Valais Central / Bas-Valais). Les deux autres peuvent venir de n'importe quelle région du canton. Une règle stipule également qu'il ne peut y avoir plus d'un conseiller d'État issu du même district.
Les listes sont dites ouvertes et les électeurs ont ainsi la possibilité de les modifier en rayant ou ajoutant des noms, d'effectuer un panachage à partir de candidats de listes différentes ou même de composer eux-mêmes leurs listes sur un bulletin vierge. Toutefois il n'est pas possible de voter pour une personne qui ne figure pas sur une des listes déposées.
Le dépôt des listes a lieu jusqu'au 30 janvier, aucun numéro ne leur est attribué et elle n'ont pas nécessairement de nom en en-tête.

### Campagne
Treize candidats se présentent à l’élection du Conseil d'État. Trois des cinq sortants se représentent pour une réélection.
La droite conservatrice (UDC) décide de déposer une liste dite « Ensemble à droite » avec un dissident PDC, afin de proposer une alternative à droite pour le Conseil d'État.
Le PS et CG-PCS présentent une liste avec deux socialistes et un chrétien-social. La section romande du Parti socialiste présente un poids lourd de la politique, en la personne de Stéphane Rossini après un vive polémique interne qui mettaient en cause l'avenir de la conseillère d'État sortante Esther Waeber-Kalbermatten, celle-ci est soutenue par la section alémanique du PS, à la suite d'un congrès unitaire les deux sont candidats.
Le PLR souhaite faire son retour au gouvernement cantonal, à la suite de son éviction quatre ans auparavant et présente un ticket à deux.
Les candidats sont les suivants :
| Nom et Prénom               | Nom de liste                 |
| --------------------------- | ---------------------------- |
| Oskar Freysinger*           | Ensemble à droite (UDCVR)    |
| Sigrid Fischer-Willa        | Ensemble à droite (SVPO)     |
| Nicolas Voide               | Ensemble à droite (ex-PDC)   |
| Claude Pottier              | PLR.Les Libéraux-Radicaux    |
| Frédéric Favre              | PLR.Les Libéraux-Radicaux    |
| Jean-Marie Bornet           | Rassemblement Citoyen Valais |
| Thierry Largey              | (Les Verts)                  |
| Esther Waeber-Kalbermatten* | Alliance de Gauche (SPO)     |
| Stéphane Rossini            | Alliance de Gauche (PSVR)    |
| Jean-Michel Bonvin          | Alliance de Gauche (CG-PCS)  |
| Jacques Melly*              | Les partis C (PDCVR)         |
| Christophe Darbellay        | Les partis C (PDCVR)         |
| Roberto Schmidt             | Les partis C (CSPO)          |
| * sortant                   |                              |

### Résultats
Le premier tour a lieu le 5 mars 2017, le deuxième le 19 mars 2017
| Candidats          | Candidats                   | Liste (Parti)                      | Premier tour | Premier tour | Second tour | Second tour |
| Candidats          | Candidats                   | Liste (Parti)                      | Voix         | %            | Voix        | %           |
| ------------------ | --------------------------- | ---------------------------------- | ------------ | ------------ | ----------- | ----------- |
|                    | Christophe Darbellay        | Les partis C (PDCVR)               | 51 160       |              | 54 338      |             |
|                    | Jacques Melly*              | Les partis C (PDCVR)               | 50 518       |              | 57 582      |             |
|                    | Roberto Schmidt             | Les partis C (CSPO)                | 49 964       |              | 59 616      |             |
|                    | Esther Waeber-Kalbermatten* | Alliance de Gauche (SPO)           | 34 120       |              | 53 990      |             |
|                    | Stéphane Rossini            | Alliance de Gauche (PSVR)          | 32 788       |              | 40 429      |             |
|                    | Oskar Freysinger*           | Ensemble à droite (UDCVR)          | 30 857       |              | 42 520      |             |
|                    | Nicolas Voide               | Ensemble à droite (ex-PDCVR)       | 26 305       |              | Retrait     | Retrait     |
|                    | Jean-Michel Bonvin          | Alliance de gauche (CG-PCS)        | 22 763       |              | Retrait     | Retrait     |
|                    | Frédéric Favre              | PLR                                | 22 731       |              | 44 644      |             |
|                    | Sigrid Fischer-Willa        | Ensemble à droite (SVPO)           | 20 185       |              | Retrait     | Retrait     |
|                    | Thierry Largey              | Les Verts                          | 17 890       |              | Retrait     | Retrait     |
|                    | Jean-Marie Bornet           | Rassemblement citoyen Valais (RCV) | 17 389       |              | Retrait     | Retrait     |
|                    | Claude Pottier              | PLR                                | 16 798       |              | Retrait     | Retrait     |
| Participation      | Participation               | Participation                      | 124 195      | 58,10%       | 131 274     | 61,35%      |
| Bulletins blancs   | Bulletins blancs            | Bulletins blancs                   | 1 127        |              | 629         |             |
| Bulletins nuls     | Bulletins nuls              | Bulletins nuls                     | 1 484        |              | 2 625       |             |
| Bulletins valables | Bulletins valables          | Bulletins valables                 | 121 584      |              | 128 020     |             |
| Majorité absolue   | Majorité absolue            | Majorité absolue                   | 60 793       |              | NC          | NC          |